# VR6
VR6 — двигун розроблений автомобільним концерном Volkswagen AG. Вперше ним було укомплектовано автомобілі Volkswagen Passat і Volkswagen Corrado у 1991. Розміщення циліндрів в двигуні схоже до розміщення в V-подібному, відмінністю є те, що кут між циліндрами становить 15°, а не 45°, 60° чи 90°.

## Опис

a — Рядний двигун, b — V-подібний двигун, c — двигун VR6

Назва VR6 походить від комбінації слів V-подібний двигун (нім. V-Motor) та рядний двигун (нім. Reihenmotor). Цифра 6 в назві вказує на кількість циліндрів, тобто двигун V6. Грубо кажучи, це визначення можна трактувати як «рядний двигун V6».
VR6 був розроблений для поперечного розміщення в автомобілях з переднім приводом. Кут нахилу в 15° і компактність (двигун вийшов коротшим від звичайного рядного, і вужчим за V-подібний) дозволили накрити обидва ряди циліндрів однією головкою, також це давало змогу встановлювати двигун VR6 на моделі Volkswagen з моторним відсіком для чотирьох-циліндрових двигунів. При ширшому VR6 виникла б потреба в подовжені автомобіля, для забезпечення необхідної «зони зминання» між двигуном і салоном, а також між передньою частиною автомобіля і двигуном.
Ще однією очевидною перевагою кута нахилу в 15° є те, що при такому розміщенні обертання колінчастого вала рівномірне, як в рядному двигунові.

## Історія
В Європі двигун VR6 був введений в експлуатацію у 1991 році на моделях Volkswagen Passat і Volkswagen Corrado, а в Північній Америці — наступного року.
Моделі Passat, універсал Passat Variant, а також «американський» варіант Corrado комплектувались оригінальними двигунами об'ємом 2,8 літра. «Європейський» варіант Corrado і повнопривідний Passat Syncro мали двигуни об'ємом 2,9 літра потужністю 190 кінський сил.
В 1997 році Фольксваґен вилучив з VR6 один циліндр для створення VR5, першого V-подібного двигуна з непарною кількістю циліндрів (за винятком Honda V3). Він отримав об'єм 2,3 літра та потужність 150 к.с, а також обертаючий момент 210 Н⋅м. В цьому ж році ним було укомплектовано модель Passat, а в 1999 році - моделі Golf і Bora.
У 1999 році було зроблено модифікацію двигуна: 24-клапанний об'ємом 2,8 літра. Потужність склала 204 к.с, а обертаючий момент — 265 Н⋅м. Ним комплектувалися моделі Golf і Bora, але двигун був несумісний з моделлю Passat. Причиною стало поздовжнє розміщення двигуна в цьому поколінні Пассатів.

## Використовується
VR6 встановлюється на такі авто виробництва Volkswagen:
- VW Golf
- Golf R32
- VW Passat (B3, B4, B6)
- VW Vento/VW Jetta
- VW Bora/VW Jetta
- VW Beetle
- VW Corrado
- VW Phaeton
- VW Touareg
- VW Transporter/Caravelle/Multivan T4 і T5
- VW Sharan

Також інші авто Volkswagen Group:
- Audi A3
- Audi TT
- Audi Q7
- Seat León